# Grössinsee
Der Grössinsee liegt im Naturpark Nuthe-Nieplitz auf dem Gebiet der Stadt Trebbin im Landkreis Teltow-Fläming. Er erstreckt sich von Südwest nach Nordost auf einer Länge von 1,85 Kilometern und hat eine Breite von 570 Metern.

## Name
Die erste urkundliche Erwähnung fand 1683 als Crassin See statt. Der Name leitet sich vom altpolabischen Wort *krasa für 'Schönheit' ab und kann als 'Schönsee' übersetzt werden.

## Beschreibung
Die Nieplitz, die aus dem 1,3 Kilometer entfernt liegenden Blankensee kommt, tritt im Südwesten in den See ein und verlässt ihn im Nordosten, um nach 300 Metern den flussabwärts liegenden Schiaßer See und nach 2,1 Kilometern die Mündung in die Nuthe am Gröbener Kietz zu erreichen.

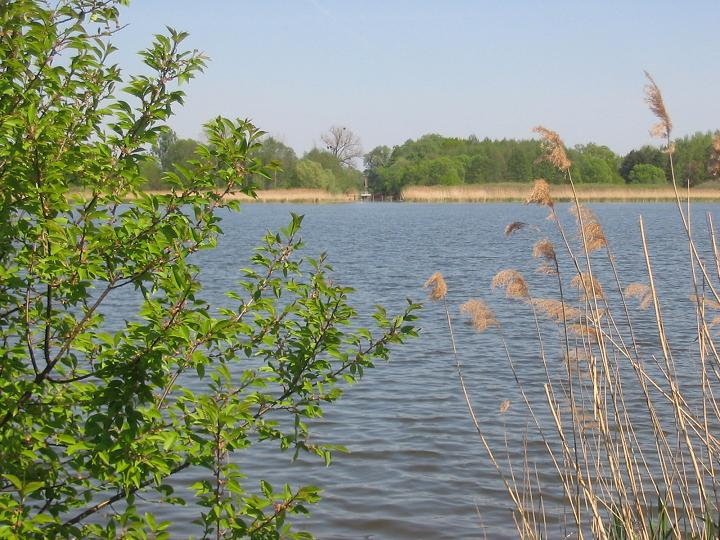
Grössinsee

Der gesamte See, der in einer naturbelassenen Wiesenlandschaft liegt, ist ein wertvolles Biotop. Er gehört zu einer von der Nieplitz gebildeten Seenkette in der Nuthe-Nieplitz-Niederung, die sich vor ca. 20.000 Jahren am Ende der Weichsel-Eiszeit als Zwischenurstromtal der abtauenden Gletscher gebildet hat. Die verlandenden, teils Schilf bestandenen Ufer sind versumpft und unzugänglich. Am Südostufer zieht sich ein schmaler Erlenbruch hin. Das polytrophe Gewässer hat keine Unterwasserpflanzen und weist im Sommer erhebliche Entwicklungen von Phytoplankton bei maximalen Sichttiefen von 30 Zentimetern auf.
Sein Nordwestufer bildet teilweise die Grenze zwischen den Landkreisen Teltow-Fläming und Potsdam-Mittelmark. 900 Meter nordwestlich des Sees liegt der Ortsteil Tremsdorf der Gemeinde Nuthetal, 600 Meter östlich die Ortsteile Schiaß und 1,4 Kilometer östlich Mietgendorf der Stadt Ludwigsfelde. 800 Meter südlich liegt das Dorf Blankensee, das zu Trebbin gehört. Am Südostufer führt in einer Entfernung von rund 200 Metern die Landstraße von Jütchendorf nach Schönhagen vorbei.
Baden und Angeln sind verboten. Der See wird von der GbR Binnenfischerei Potsdam bewirtschaftet. Zu den Massenfischen zählen Plötze, Blei und Güster. Am Nordwest- und am Südostufer des Sees wurde bis Anfang der 1990er Jahre intensive Schweinezucht betrieben. Die Ställe sind inzwischen zurückgebaut. Südöstlich des Grössinsees liegt in ca. 700 Metern Entfernung der Fuß der Glauer Berge.